# He Dan Jia
He Dan Jia (河亶甲) ou Jian Jia (戔錢) de son nom personnel Zi Zheng (子整) est le onzième roi de la dynastie Shang.

## Règne
He Dan Jia est le plus jeune frère de Wai Ren auquel il succède. Il est intronisé à Ao (隞), mais il transfère la capitale à Xiang (相). Dans la troisième année de son règne, son ministre Pengbo (彭伯) conquiert Pei (邳) qui s'était rebellé contre son père. Dans la quatrième année de son règne, il lance une attaque contre les Barbares bleus. Dans sa cinquième année de règne, les Xian (侁) occupent Banfang (班方), mais sont vaincus par le ministre Pengbo et Weibo (韦伯). À la suite de leur défaite, ils envoient un émissaire aux Shang,,.
He Dan Jia règne durant neuf années de -1534 à -1525 (ou -1526). Il reçoit le nom posthume de He Dan Jia ou Jian Jia et est remplacé par Zu Yi qui selon certaines sources serait son fils et selon d'autres, son frère.